# شلال لاتون
شلال لاتون هو من أكبر وأشهر الشلالات في إيران والذي يقع في محافظة جيلان 10 كيلو متر جنوب منطقة آستارا، كما وانه يبعد 5 كيلو مترات عن حمامات كوته مومه الطبيعية والتي تبعد 9 كيلو مترات عن مدينة لوندويل. كما وانه يبعد حوالي 70 كيلو متر تقريباً شمال غرب تالش ويُعَد هذا الشلال من المناطق السياحية في إيران والذي يجذب الآلاف من السياح سنوياً.

## التصنيف
يصنف شلال لاتون من ضمن أطول الشلالات في إيران حيث يصل ارتفاعه حوالي 100 متر، ويوجد إلى جانب الشلال اماكن للاستراحة والتسوق والتي تقدم خدماتها على مدار الساعة.

## صور

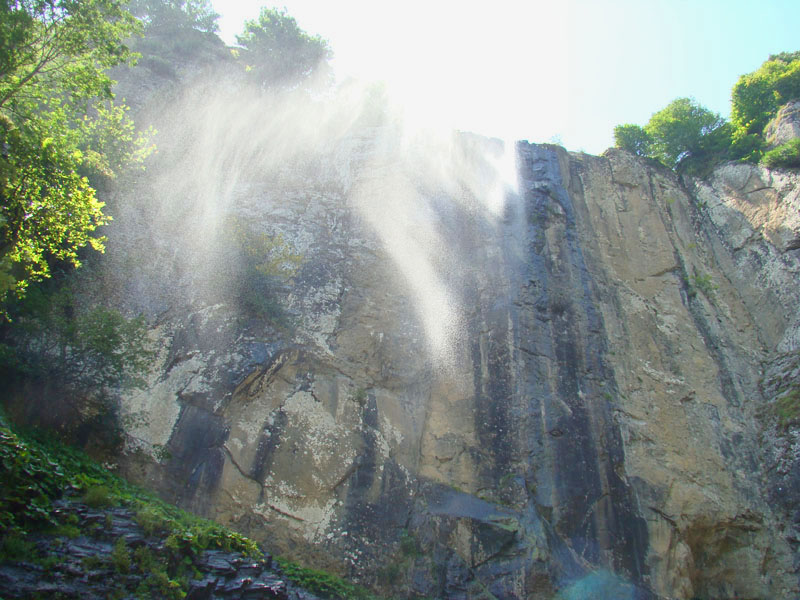
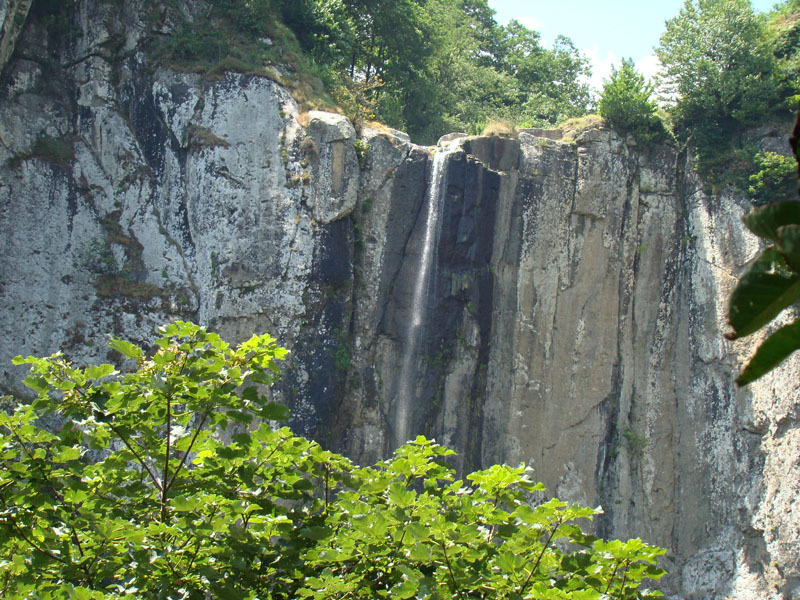
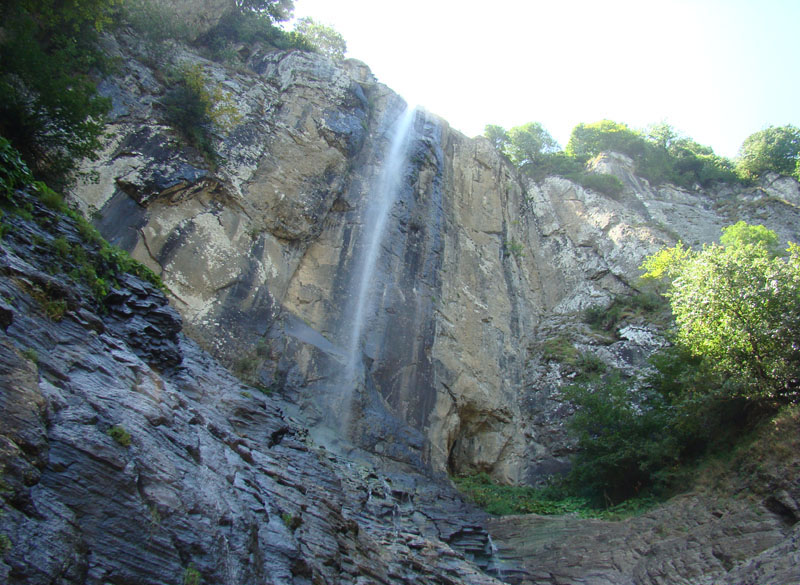
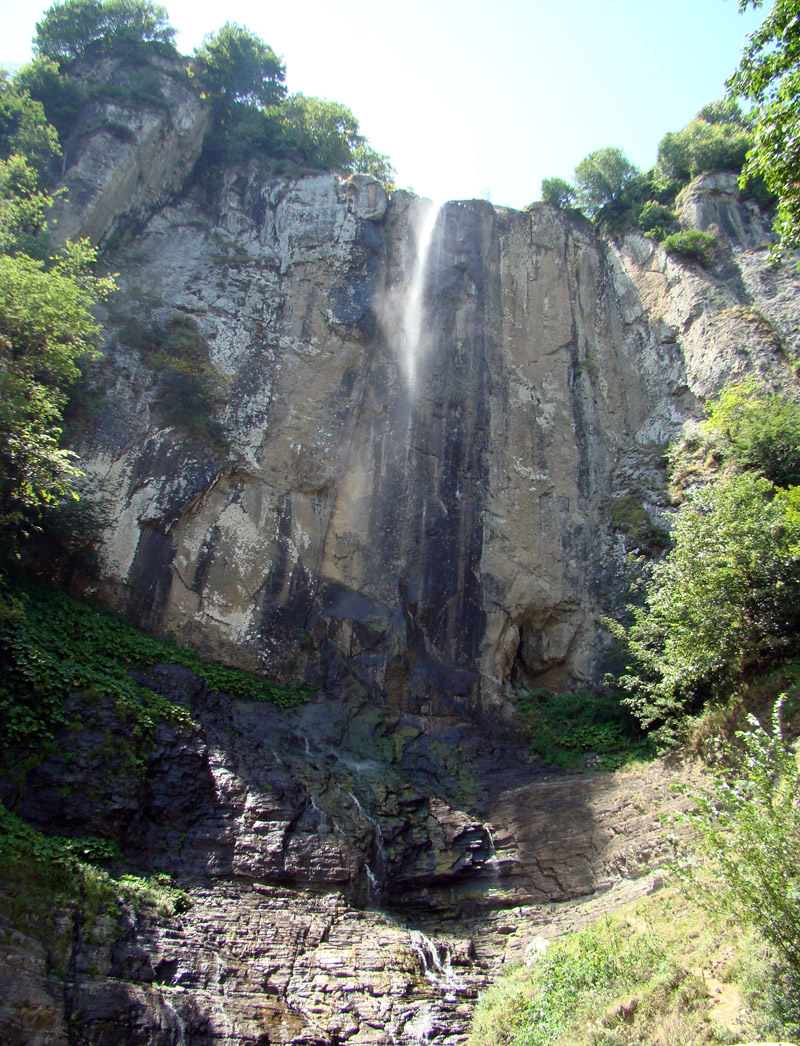